# Denís Fórov
Denís Fórov –en armenio, Դենիս Ֆորով– (Zhmerynka, 3 de diciembre de 1984) es un deportista armenio de origen ucraniano que compitió en lucha grecorromana. Ganó una medalla de plata en el Campeonato Europeo de Lucha de 2006, en la categoría de 84 kg.
Participó en los Juegos Olímpicos de Pekín 2008, ocupando el séptimo lugar en la categoría de 84 kg.

## Palmarés internacional
| Campeonato Europeo | Campeonato Europeo | Campeonato Europeo | Campeonato Europeo |
| Año                | Lugar              | Medalla            | Categoría          |
| ------------------ | ------------------ | ------------------ | ------------------ |
| 2006               | Moscú (Rusia)      | Medalla de plata   | 84 kg              |